# Bình Thạnh (phường)
Bình Thạnh là một phường thuộc thị xã Long Mỹ, tỉnh Hậu Giang, Việt Nam.

## Địa lý
Phường Bình Thạnh nằm ở trung tâm thị xã Long Mỹ, có vị trí địa lý:
- Phía đông giáp xã Long Trị và xã Long Trị A
- Phía tây giáp huyện Long Mỹ và huyện Vị Thủy
- Phía nam giáp phường Thuận An
- Phía bắc giáp phường Vĩnh Tường.

Phường Bình Thạnh có diện tích 14,43 km², dân số năm 2019 là 8.672 người, mật độ dân số đạt 601 người/km².

## Lịch sử
Phường được thành lập vào ngày 15 tháng 5 năm 2015 trên cơ sở điều chỉnh toàn bộ diện tích, dân số của ấp 1 thuộc thị trấn Long Mỹ và một phần diện tích, dân số của xã Long Bình (gồm các ấp Bình Thạnh, Bình An và một phần các ấp Bình Hòa, Bình Hiếu).
Sau khi thành lập, phường có 1.395,07 ha diện tích tự nhiên, dân số là 9.333 người.

## Hành chính
Phường được phân chia thành 5 khu vực: An Hòa, Bình An, Bình Thạnh B, Bình Thạnh C, Thạnh Hiếu.